# Америчка ратна морнарица
Америчка ратна морнарица (енгл. United States Navy (USN)) поморски је вид Оружаних снага САД и једна од седам униформисаних служби САД. Већа је од удружених следећих тринаест највећих морнарица на свету у погледу тонаже ратне флоте. Америчка ратна морнарица такође има највећу флоту носача авиона на свету, од којих је десет у служби, један (од два планирана) је у изградњи и још два у резерви. Морнарица има 317.054 активних припадника и још 109.671 у резерви. Америчка ратна морнарица располаже са 286 бродова и више од 3.700 ваздухоплова.
Америчка ратна морнарица води своје корене од Континенталне морнарице која је основана током Америчког рата за независност и распуштена као независни ентитет убрзо по крају рата. Америчка морнарица је имала велику улогу у Америчком грађанском рату блокиравши луке Конфедерације и загосподаривши њеним рекама. Америчка морнарица је такође имала централну улогу у поразу Јапана у Другом светском рату.
У 21. веку Америчка ратна морнарица одржава велики утицај широм света, а размештена је и у источној Азији, Средоземном мору и Блиском истоку, због чега је активни адут у америчкој спољној и одбрамбеној политици.
Америчком ратном морнарицом управља Секретаријат морнарице, на чијем челу је цивилни секретар за морнарицу. Сам Секретаријат морнарице је подгрупа Секретаријата одбране, на чијем је челу секретар одбране. Шеф морнаричких операција је адмирал са четири звездице и највиши морнарички официр у Секретаријату морнарице. Шеф морнаричких операција не мора бити највиши рангирани морнарички официр ако су начелник или заменик начелника Здруженог генералштаба Оружаних снага САД морнарички официри, који, по закону, имају већи ранг од шефа морнаричких операција.